# European Aquatics
European Aquatics, tot 2023 de Ligue Européenne de Natation (LEN), is de overkoepelende Europese zwembond, die in 1927 werd opgericht in de Italiaanse stad Bologna.
European Aquatics is formeel een non-profitorganisatie met als kerntaak het promoten van de zwemsport in de breedste zin van het woord. De bond organiseert kampioenschappen in zwemmen, schoonspringen, synchroonzwemmen, openwaterzwemmen en waterpolo. In 2024 waren bij de zwembond 52 nationale zwembonden aangesloten, waaronder de Koninklijke Nederlandse Zwembond (KNZB) en de Koninklijke Belgische Zwembond.
Voorzitter is de Portugees António José Silva. Hij werd in januari 2024 herkozen voor de termijn 2024-2028. Penningmeester Andida Bouma zat eerder in het bestuur van de KNZB en was actief als synchroonzwemster. Het hoofdkantoor van de Europese bond was tot 2010 gevestigd in Rome, heeft daarna in Luxemburg gezeten en is in 2015 verhuisd naar de Zwitserse plaats Nyon.

## Evenementen

### Europese competities
- LEN Euroleague - waterpolo-evenement voor heren clubteams
- LEN Champions Cup - waterpolo-evenement voor dames clubteams
- LEN Cup - waterpolo-evenement voor heren en dames clubteams

Europees kampioenschap waterpolo mannen

1926 · 
1927 · 
1931 · 
1934 · 
1938 · 
1947 · 
1950 · 
1954 · 
1958 · 
1962 · 
1966 · 
1970 · 
1974 · 
1977 · 
1981 · 
1983 · 
1985 · 
1987 · 
1989 · 
1991 · 
1993 · 
1995 · 
1997 · 
1999 · 
2001 · 
2003 · 
2006 · 
2008 · 
2010 · 
2012 · 
2014 · 
2016 · 
2018 · 
2020 · 
2022 · 
2024
Europees kampioenschap waterpolo vrouwen

1985 · 
1987 · 
1989 · 
1991 · 
1993 · 
1995 · 
1997 · 
1999 · 
2001 · 
2003 · 
2006 · 
2008 · 
2010 · 
2012 · 
2014 · 
2016 · 
2018 · 
2020 · 
2022 · 
2024
Langebaan (50 meter):

Boedapest 1926 · 
Bologna 1927 · 
Parijs 1931 · 
Maagdenburg 1934 · 
Londen 1938 · 
Monte Carlo 1947 · 
Wenen 1950 · 
Turijn 1954 · 
Boedapest 1958 · 
Leipzig 1962 · 
Utrecht 1966 · 
Barcelona 1970 · 
Wenen 1974 · 
Jönköping 1977 · 
Split 1981 · 
Rome 1983 · 
Sofia 1985 · 
Straatsburg 1987 · 
Bonn 1989 · 
Athene 1991 · 
Sheffield 1993 · 
Wenen 1995 · 
Sevilla 1997 · 
Istanboel 1999 · 
Helsinki 2000 · 
Berlijn 2002 · 
Madrid 2004 · 
Boedapest 2006 · 
Eindhoven 2008 · 
Boedapest 2010 · 
Debrecen 2012 · 
Berlijn 2014 · 
Londen 2016 · 
Glasgow 2018 · 
Boedapest 2020 · 
Rome 2022

Kortebaan (25 meter):

Sprintkampioenschappen: Gelsenkirchen 1991 · 
Espoo 1992 · 
Gateshead 1993 · 
Stavanger 1994

Kortebaankampioenschappen: Rostock 1996 · 
Sheffield 1998 · 
Lissabon 1999 · 
Valencia 2000 · 
Antwerpen 2001 · 
Riesa 2002 · 
Dublin 2003 · 
Wenen 2004 · 
Triëst 2005 · 
Helsinki 2006 · 
Debrecen 2007 · 
Rijeka 2008 · 
Istanboel 2009 · 
Eindhoven 2010 · 
Szczecin 2011 · 
Chartres 2012 · 
Herning 2013 · 
Netanya 2015 · 
Kopenhagen 2017 · 
Glasgow 2019 · 
Kazan 2021 · 
Otopeni 2023